# Asnières-lès-Dijon
Ne doit pas être confondu avec Anères.
Pour les articles homonymes, voir Asnières et Dijon.
Asnières-lès-Dijon est une commune française située dans le département de la Côte-d'Or, en région Bourgogne-Franche-Comté.

## Géographie

### Climat
Pour des articles plus généraux, voir Climat de la Bourgogne-Franche-Comté et Climat de la Côte-d'Or.
En 2010, le climat de la commune est de type climat océanique dégradé des plaines du Centre et du Nord, selon une étude du Centre national de la recherche scientifique s'appuyant sur une série de données couvrant la période 1971-2000. En 2020, Météo-France publie une typologie des climats de la France métropolitaine dans laquelle la commune est exposée à un climat océanique altéré et est dans la région climatique Bourgogne, vallée de la Saône, caractérisée par un bon ensoleillement (1 900 h/an), un été chaud (18,5 °C), un air sec au printemps et en été et des vents faibles.
Pour la période 1971-2000, la température annuelle moyenne est de 9,9 °C, avec une amplitude thermique annuelle de 17,4 °C. Le cumul annuel moyen de précipitations est de 823 mm, avec 12,1 jours de précipitations en janvier et 7,6 jours en juillet. Pour la période 1991-2020, la température moyenne annuelle observée sur la station météorologique de Météo-France la plus proche, « Dijon Toison », sur la commune de Dijon à 7 km à vol d'oiseau, est de 11,5 °C et le cumul annuel moyen de précipitations est de 771,8 mm,. Pour l'avenir, les paramètres climatiques de la commune estimés pour 2050 selon différents scénarios d'émission de gaz à effet de serre sont consultables sur un site dédié publié par Météo-France en novembre 2022.

## Urbanisme

### Typologie
Au 1er janvier 2024, Asnières-lès-Dijon est catégorisée bourg rural, selon la nouvelle grille communale de densité à 7 niveaux définie par l'Insee en 2022.
Elle est située hors unité urbaine. Par ailleurs la commune fait partie de l'aire d'attraction de Dijon, dont elle est une commune de la couronne,. Cette aire, qui regroupe 333 communes, est catégorisée dans les aires de 200 000 à moins de 700 000 habitants,.

### Occupation des sols
L'occupation des sols de la commune, telle qu'elle ressort de la base de données européenne d’occupation biophysique des sols Corine Land Cover (CLC), est marquée par l'importance des territoires agricoles (80,2 % en 2018), en diminution par rapport à 1990 (84,7 %). La répartition détaillée en 2018 est la suivante : terres arables (74,3 %), zones urbanisées (11,2 %), forêts (7,5 %), zones agricoles hétérogènes (5,8 %), espaces verts artificialisés, non agricoles (1,1 %). L'évolution de l’occupation des sols de la commune et de ses infrastructures peut être observée sur les différentes représentations cartographiques du territoire : la carte de Cassini (XVIIIe siècle), la carte d'état-major (1820-1866) et les cartes ou photos aériennes de l'IGN pour la période actuelle (1950 à aujourd'hui).

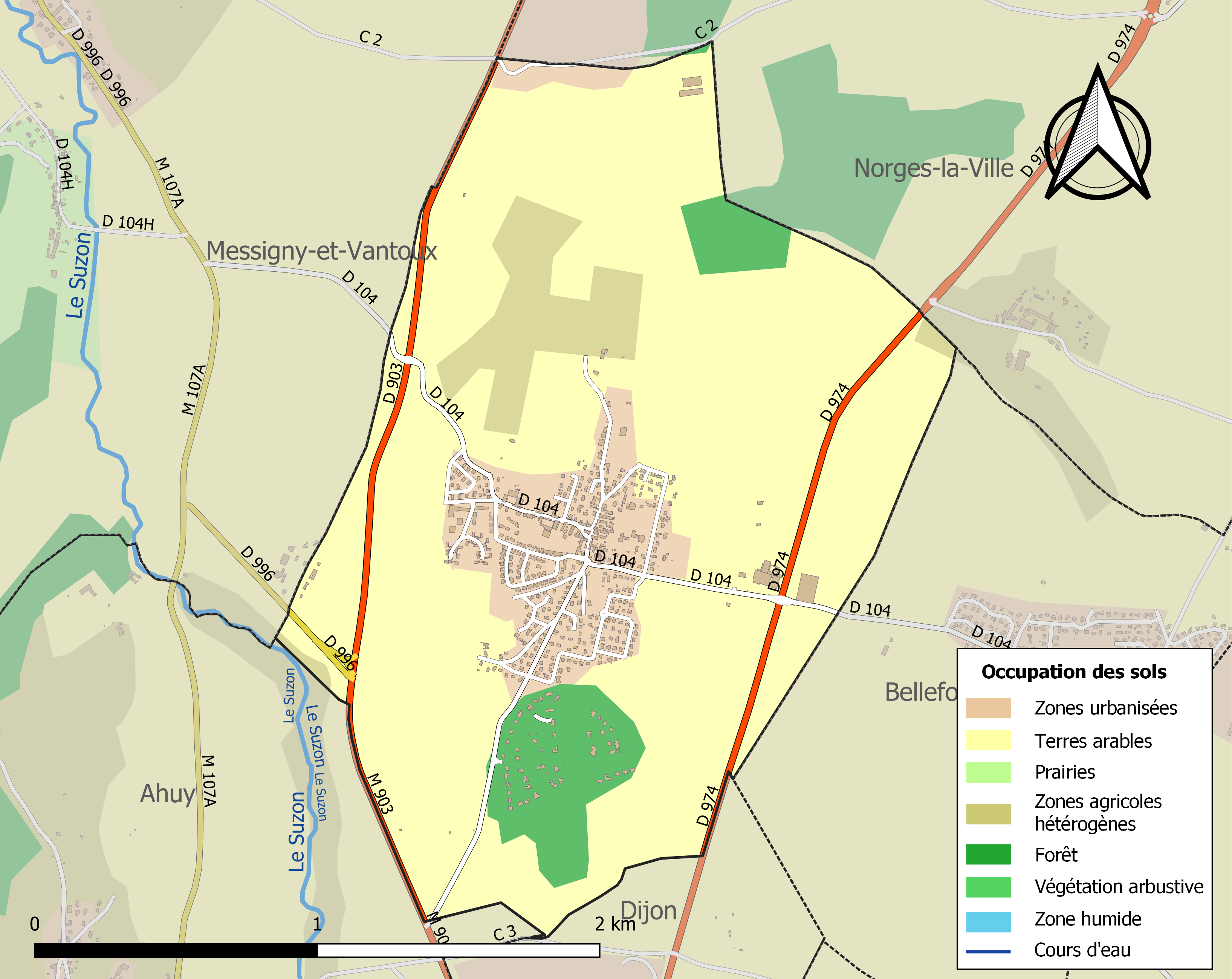
Carte des infrastructures et de l'occupation des sols de la commune en 2018 (CLC).

## Toponymie
Le nom fait référence à un ancien élevage d'ânes (du latin asinus).

## Histoire
Asnières-lès-Dijon est le type même d'une commune qui a poussé comme une ville champignon. Paisible village agricole jusqu'à la fin des années 1970, de nombreux salariés du CEA de Valduc sont venus s'y installer. Le village a ainsi vu sa population sextupler en moins de 40 ans.
Asnières dispose de commerces de proximité (boulangerie, boucherie, une petite halle, un centre animalier) et divers équipements dont une salle des fêtes et des terrains de sports (tennis, football, basket-ball, rugby). La commune abrite également une micro-crèche, une maternelle et une école primaire.
Elle fait partie de la communauté de communes du Val de Norge.

## Politique et administration

### Liste des maires
| Période                                  | Période  | Identité          | Étiquette | Qualité                         |
| ---------------------------------------- | -------- | ----------------- | --------- | ------------------------------- |
| mars 2001                                | En cours | Patricia Gourmand | LR        | Secrétaire départementale de LR |
| Les données manquantes sont à compléter. |          |                   |           |                                 |

## Population et société

### Démographie
L'évolution du nombre d'habitants est connue à travers les recensements de la population effectués dans la commune depuis 1793. Pour les communes de moins de 10 000 habitants, une enquête de recensement portant sur toute la population est réalisée tous les cinq ans, les populations de référence des années intermédiaires étant quant à elles estimées par interpolation ou extrapolation. Pour la commune, le premier recensement exhaustif entrant dans le cadre du nouveau dispositif a été réalisé en 2006.

En 2022, la commune comptait 1 320 habitants, en évolution de +15,08 % par rapport à 2016 (Côte-d'Or : +0,82 %, France hors Mayotte : +2,11 %).
| 1793 | 1800 | 1806 | 1821 | 1831 | 1836 | 1841 | 1846 | 1851 |
| ---- | ---- | ---- | ---- | ---- | ---- | ---- | ---- | ---- |
| 111  | 119  | 111  | 121  | 150  | 156  | 141  | 149  | 137  |

| 1856 | 1861 | 1866 | 1872 | 1876 | 1881 | 1886 | 1891 | 1896 |
| ---- | ---- | ---- | ---- | ---- | ---- | ---- | ---- | ---- |
| 134  | 126  | 129  | 128  | 262  | 326  | 162  | 390  | 329  |

| 1901 | 1906 | 1911 | 1921 | 1926 | 1931 | 1936 | 1946 | 1954 |
| ---- | ---- | ---- | ---- | ---- | ---- | ---- | ---- | ---- |
| 149  | 150  | 130  | 126  | 130  | 143  | 143  | 149  | 143  |

| 1962 | 1968 | 1975 | 1982 | 1990 | 1999 | 2006  | 2011  | 2016  |
| ---- | ---- | ---- | ---- | ---- | ---- | ----- | ----- | ----- |
| 157  | 376  | 750  | 753  | 829  | 798  | 1 125 | 1 192 | 1 147 |

| 2021  | 2022  | - | - | - | - | - | - | - |
| ----- | ----- | - | - | - | - | - | - | - |
| 1 317 | 1 320 | - | - | - | - | - | - | - |

### Sports
- Entente Judo Messigny-et-Vantoux - Val de Norge (Ejmn)[17].

## Culture locale et patrimoine

### Lieux et monuments
- Arcade-portique du cimetière, inscrite monument historique[18].
- Église notre-Dame-de-la-Nativité.
- Fort Brûlé, inscrit monument historique[19].

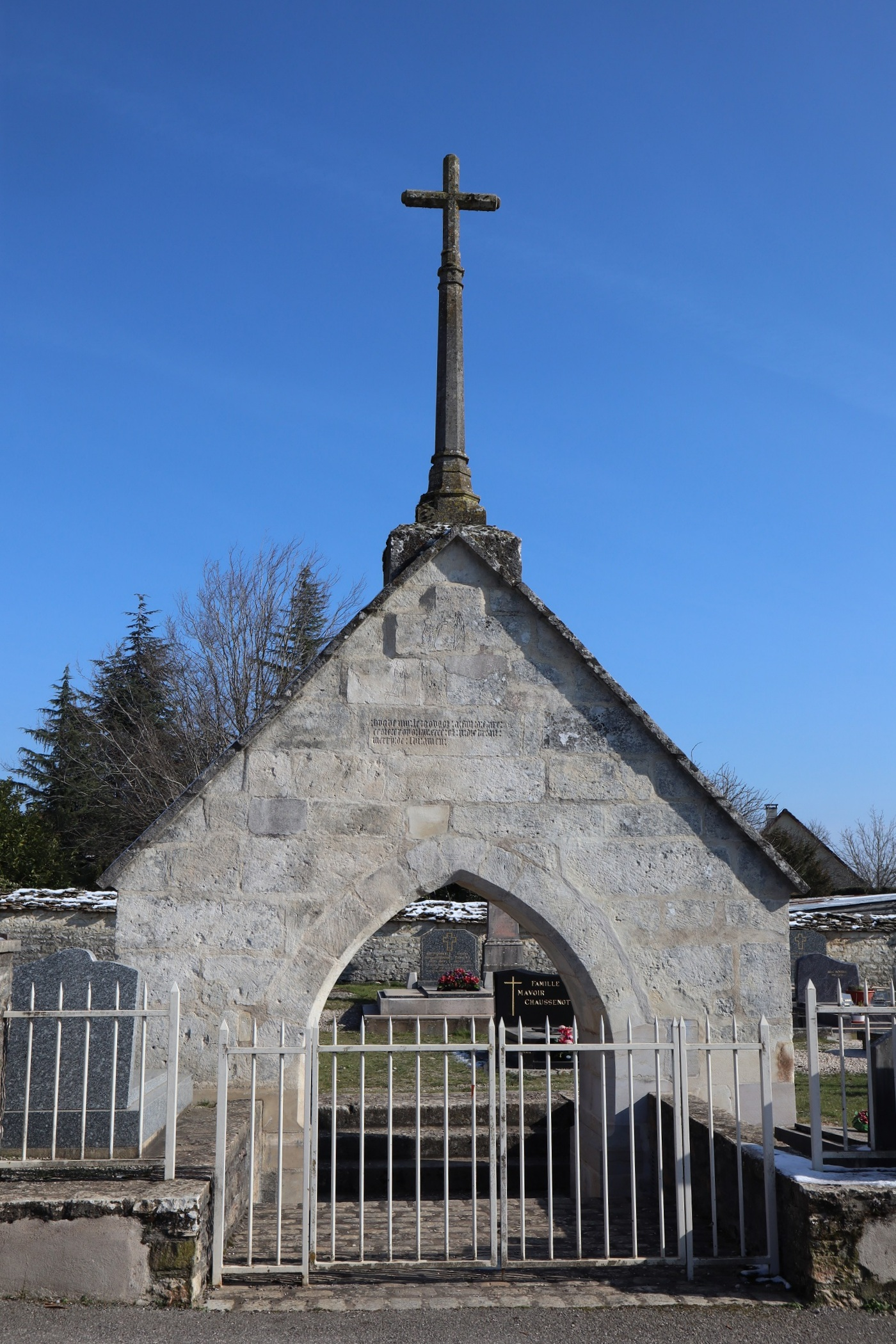
Arcade-portiqe du cimetière.
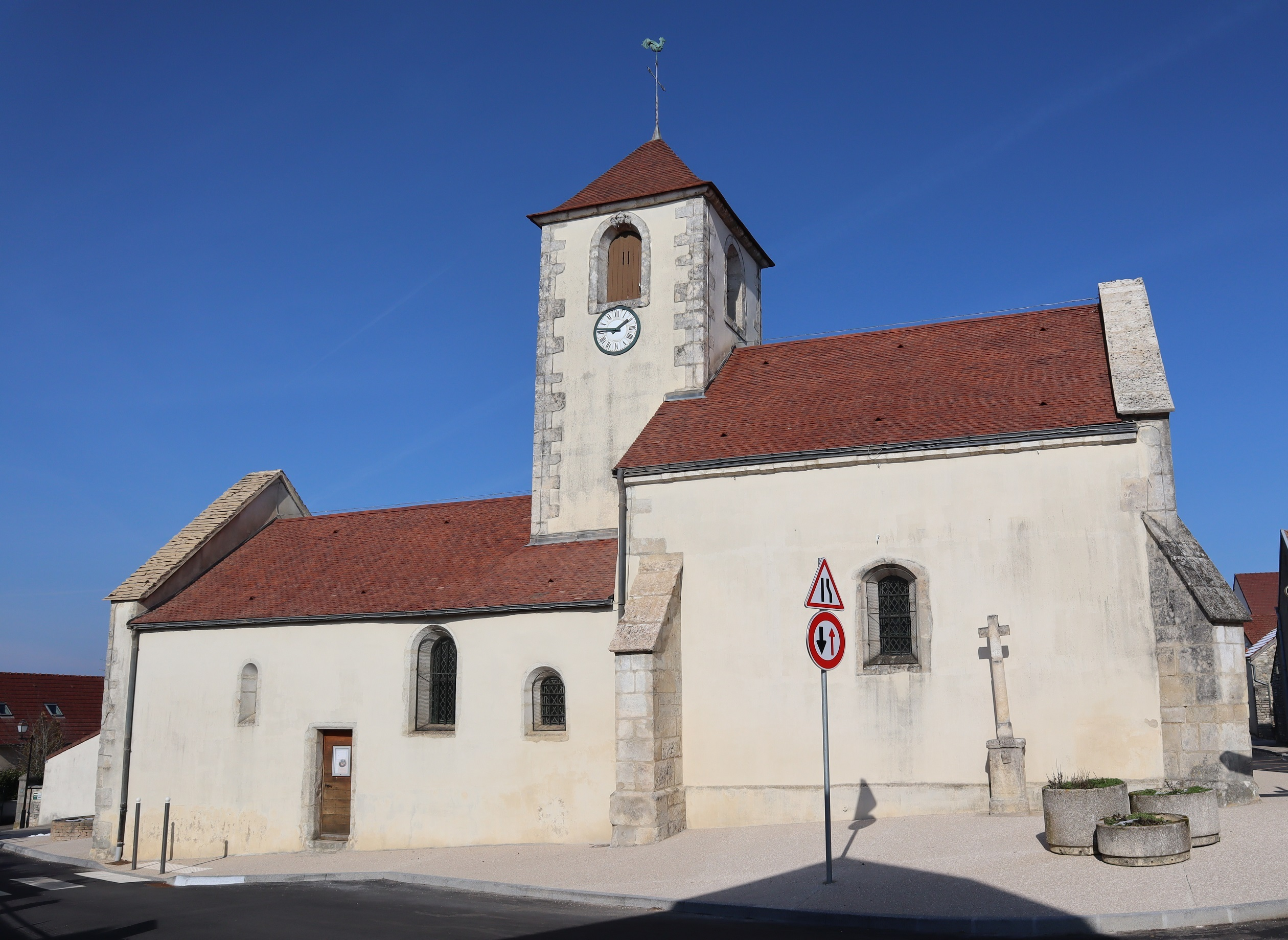
Église Notre-Dame-de-la-Nativité.
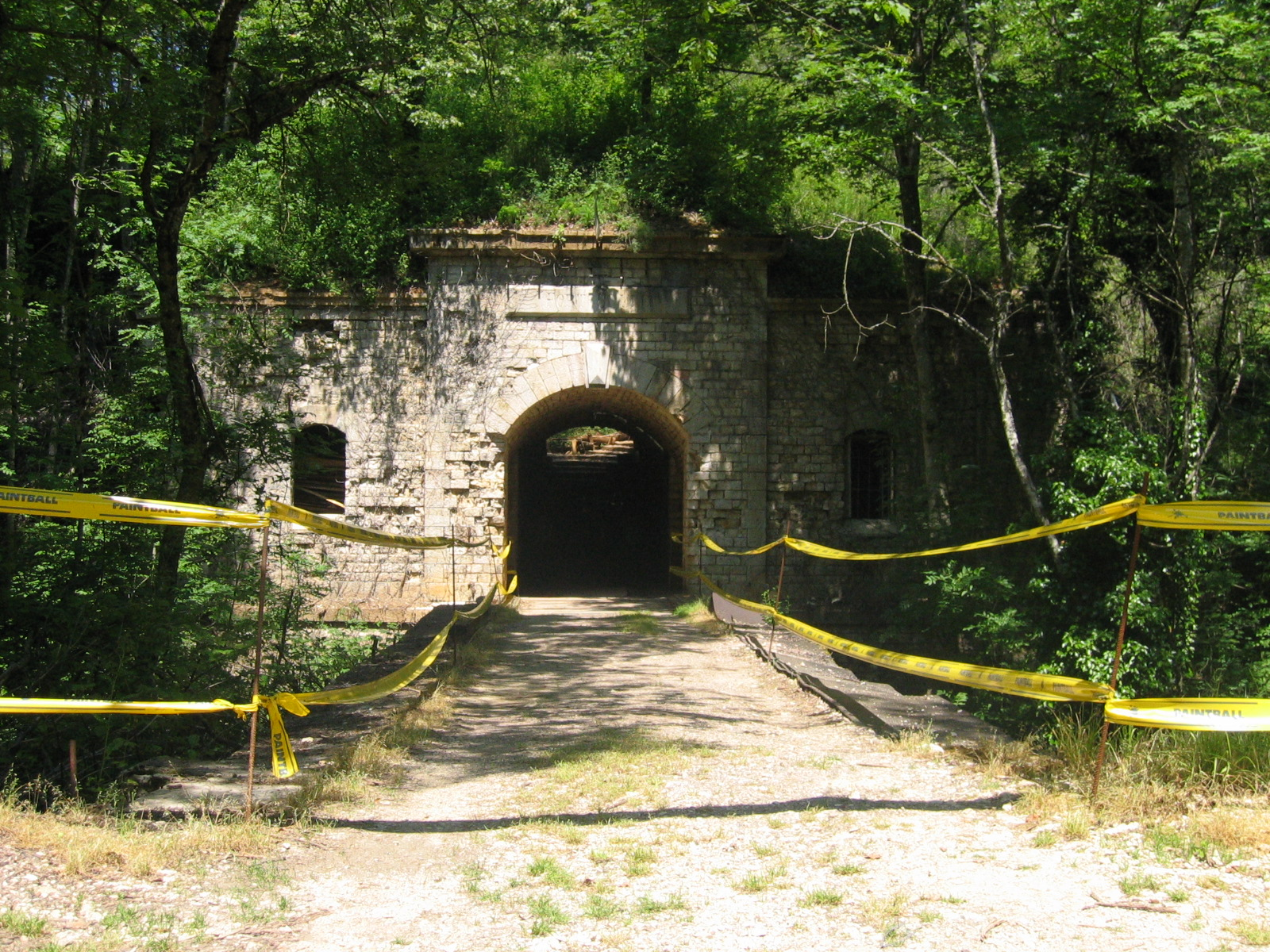
Fort Brûlé.

### Héraldique
| Blason | Blasonnement : D'azur à l'épi de blé et à la grappe de raisin, tigée et feuillée, le tout d'or, mouvant d'un croissant d'argent, au chef cousu de gueules chargé d'une croisette tréflée aussi d'or. |